# العنف الأسري في المملكة المتحدة
العنف الأسري في المملكة المتحدة جريمة جنائية؛ ينص القانون على أن العنف الأسري أو الإساءة يمكن أن تكون جسدية أو نفسية أو جنسية أو مالية أو عاطفية. كان أول استخدام معروف لمصطلح العنف الأسري في سياق الكلام، أي العنف الأسري، في خطاب أمام برلمان المملكة المتحدة من قبل جاك آشلي في عام 1973. مصطلح مسبق يشار في المقام الأول إلى الاضطرابات المدنية والعنف من داخل بلد مقابل العنف الذي ترتكبه قوة أجنبية. قانون العنف الأسري والجريمة والضحايا لعام 2004 (ج 28) هو قانون برلمان المملكة المتحدة. وهي تهتم بالعدالة الجنائية وتركز على الحماية القانونية والمساعدة لضحايا الجريمة، ولا سيما العنف الأسري. كما أنها توسع نطاق المحاكمات بدون هيئة محلفين، وتجلب قواعد جديدة للمحاكمات لتسببها في وفاة طفل أو شخص بالغ معرض للخطر، وتسمح للمحضرين باستخدام القوة لدخول المنازل. في عام 2017، أفيد بأن نتائج البحوث التي أجراها مكتب الإحصاء الوطني تشير إلى أن أكثر من 10% من النساء اللواتي تتراوح أعمارهن من 16 إلى 19 سنة يتأثرون بالمشكلة كل عام. قد تجعل خطط الحكومة لخفض التمويل المخصص لملاجئ النساء من الصعب على النساء والأطفال الهروب من العنف الأسري. يمكن أن تتأثر 2,000 امرأة في السنة. تم إلغاء 60 % من الإحالات إلى الملاجئ في الفترة بين عامي 2016 و2017، وقد يؤدي خفض التمويل إلى تفاقم الوضع. سوف يتعين على المجموعات الضعيفة الأخرى التنافس للحصول على تمويل مع ملاجئ ضد العنف الأسري وقد تتعرض النساء اللواتي يهربن من العنف الأسري إلى يانصيب للرمز البريدي حول ما إذا كان بإمكانهن الهروب أم لا. وكثيراً ما توضع النساء اللواتي يهربن من العنف الأسري في مساكن غير ملائمة بشكل كبير، ومن الأمثلة علي ذلك حيث يكون السكن فيه تسرب من المراحيض والإسكان مع الفئران. هذا يخلق خطرًا أن تعود النساء إلى المعتدي. تضطر النساء الضعيفات الأخرى اللواتي يهربن من العنف الأسري إلى النوم قاسيًا. التغییرات في المساعدة القانونیة یعني أن 3,234 ضحایاً یجب أن یواجھوا مسيءھم في المحکمة دون دعم قانوني خلال الأشھر التسعة الأولی من عام 2017، وھذا یتناقض مع 1,309 ضحیة في أول 9 أشھر من عام 2012. وقالت كاتي غوس من منظمة المعونة النسائية «نحن نعلم أن استجواب الضحايا في محاكم الأسرة من جانب شريكهم السابق المسيء أمر شائع للغاية. من الأمور الملحة أن تعطي الحكومة أولوية لتنفيذ الحظر على هذه الممارسة البغيضة، سواء من خلال مشروع قانون المحاكم أو مشروع قانون العنف والإيذاء الأسري. يجب أن يكون الناجون قادرين على الوصول بأمان إلى العدالة في كل من المحاكم الجنائية ومحاكم الأسرة في هروبهم من العنف الأسري». خفضت نسبة 65% من السلطات المحلية التمويل الفعلي لملاجئ النساء في إنكلترا وويلز واسكتلندا منذ عام 2010. وتخطط الحكومة لجعل ضحايا العنف الأسري يتنافسون مع الفئات الضعيفة الأخرى لتمويل الإسكان المؤقت. لن تكون المرأة الفارغة من العنف الأسري مؤهلة للحصول على إعانة الإسكان؛ بدلا من ذلك سيكون هناك تمويل محدود لتوفير لضحايا العنف الأسري، ومدمني المخدرات، والمجرمين السابقين والمشردين. ؤخذ أصول المرأة في الحسبان عند تقرير ما إذا كانت مؤهلة للحصول على مساعدة قانونية. في كثير من الأحيان لا تستطيع النساء الوصول إلى أصولهن لأن الأصول يسيطر عليها المسيء. هذا يمنع النساء من الحصول على الحماية من المحاكم. قال مارك غروفز من المركز الوطني للعنف الأسري: «في حين يعتقد العديد من الناس أن المساعدة القانونية مجانية، فهي ليست كذلك، وعليك أن تدفع مساهمة مختبرة على الوسائل. قد لا يكون لدى ضحايا الإساءة الاقتصادية الذين لا يسيطرون على أموالهم هذا [و] قد لا يكون للذين فروا من منزل العائلة الوثائق الصحيحة، فإذا كنت تملك منزلًا، فعليك أن تضع إيداعًا نقديًا يساوي حقوق الملكية في ذلك المنزل، والذي قد يكون مئات الآلاف.» لقد قام بعض الرجال بقتل الشريكات بشكل متكرر. في قضية ثيودور جونسون، أدين بالقتل في يناير 2018 وسجن في النهاية لمدة لا تقل عن 30 عامًا، تم إدانته بالقتل غير العمد في مناسبتين سابقتين بسبب صحته العقلية. وينظر إلى مثل هذه الحالات كدليل على أن العنف من قبل الرجال ضد النساء لا يتم التعامل معه بجدية من قبل السلطات. المهاجرون عرضة بشكل خاص للعنف الأسري. منذ عام 2012 في ظل سياسة البيئة العدائية أصبح المهاجرون الذين يقعون ضحايا للعنف الأسري أكثر ترحالاً. وكتبت الجارديان: «ارتفع معدل الرفض للطلبات بموجب قانون العنف الأسري من 12% في عام 2012 إلى 30% في عام 2016، وهو العام الأخير الذي تتوفر فيه بيانات السنة كاملة. وتشير الأرقام إلى أنه تم رفض 1,325 شخصا من أصل ما مجموعه 5,820 طلبًا قدمت بين عامي 2012 و 2016». يمكن ترحيل ضحايا الإساءة بناء على ما يقوله المعتدي دون أن يتم الاستماع لقضيتهم. بعض الأشخاص المتهمين بالعنف الأسري يرهبون ضحاياهم على عدم الظهور أمام المحكمة، ثم يتم إسقاط القضية المرفوعة ضدهم. وقد رصد تقرير صادر عن الشرطة ومفوض الجريمة في نورثامبريا، السيدة فيرا بيرد، أكثر من 220 حالة. وتقترح أن الحالات التي يخفق فيها مقدم الشكوى في الظهور سهلة للغاية، وتحتاج خدمات العدالة الجنائية إلى مزيد من الموارد. توجد في اسكتلندا مبادرة للحد من العنف الأسري تسمى «الإستراتيجية الآمنة بنفس القدر». وهذا ينطوي على التدخل المبكر في حالات الاعتداء الأسري التي تؤثر على النساء والفتيات والأطفال. سوف يتم تمديد البرنامج الكاليدوني الذي يتعامل مع الرجال المدانين بجرائم تنطوي على إساءة معاملة أسرية للمساعدة في الحد من تكرار الإجرام وسيتم أيضاً إدخال «برنامج الوقاية من العنف الجنسي في حالات الاغتصاب» في المزيد من المدارس. كما تتلقى خدمة دعم الاغتصاب والاعتداء الجنسي في إنجلترا وويلز دفعة قوية. معظم اللاجئين لا يتمتعون بإمكانية الوصول للمعوقين على الرغم من أن النساء المعوقات أكثر عرضة للاعتداء على العنف الأسري مقارنة بالنساء القادرين على العمل. واحد من كل عشرة أماكن لجوء متاح لضحايا العنف الأسري ذوي الإعاقات الجسدية. من 131 مجالس 20 لم يكن لديهم أماكن يمكن الوصول إليها على الإطلاق. يعاني 16.8% من النساء اللاتي يعانين من مرض مزمن أو إعاقة من العنف الأسري مقارنة بنسبة 6.3% من النساء القويات. العنف الأسري يمكن أن ينطوي على إساءة جسدية أو جنسية أو عاطفية، وكذلك عدم توفير الرعاية من الأشخاص الذين يعانون من مرض طويل الأمد أو الإعاقة. انخفض تمويل المجلس لملاجئ النساء بشكل عام بنسبة 6 % على مدى السنوات الخمس حتى 2018 من 144 من أصل 210 من المجالس البريطانية التي تم الاتصال بها. كان أكبر انخفاض في الإنفاق على ملاجئ العنف الأسري من مجلس مدينة ساوثامبتون، والذي خفض الإنفاق بنسبة 65% منذ 2013/4.